# Ruwiki
Ruwiki ist ein russisches Projekt zur Erstellung einer freien Enzyklopädie auf Basis des sogenannten Wiki-Prinzips und der freien Wiki-Software-Plattform MediaWiki. Die Website wurde am 24. Juni 2023 im Betatest gestartet und am 15. Januar 2024 offiziell eröffnet. In diesem Klon der russischsprachigen Wikipedia wurden die meisten russlandkritischen Artikel gelöscht oder komplett verändert. Der Gründer des Projekts ist Vladimir Medejko. Er war Administrator der russischsprachigen Wikipedia und Direktor von Wikimedia RU. 
Ruwiki bietet über 2 Millionen enzyklopädische Artikel (Stand 2024) und gilt als regierungsfreundlich. Beispielsweise gibt es bei Ruwiki keinen Artikel über die Ukraine-Invasion, dafür aber einen, der den Begriff Spezielle Militäroperation nutzt. Es wird auch anders als in der russischen Wikipedia der Aufstand der Gruppe Wagner in Russland bei Ruwiki nicht erwähnt.